# パクナム県
パクナム県（パクナムけん、ベトナム語：Huyện Pác Nặm / 縣咟淰?）は、ベトナム社会主義共和国バックカン省の県である。面積は474km²、人口は26,131人（2003年）である。

## 行政区画
以下の10社から構成される。
- ボクボー社（Bộc Bố / 爆布）
- アンタン社（An Thắng / 安勝）
- バンタイン社（Bằng Thành / 憑城）
- カオタン社（Cao Tân / 高新）
- コーリン社（Cổ Linh / 古靈）
- コンバン社（Công Bằng / 公憑）
- ザオヒエウ社（Giáo Hiệu / 教效）
- ギエンロアン社（Nghiên Loan / 研鸞）
- ニャンモン社（Nhạn Môn / 雁門）
- スアンラ社（Xuân La / 春羅）